# Alain Schneider (chanteur)
Pour les articles homonymes, voir Alain Schneider et Schneider.
Alain Schneider, né le 13 mai 1955 à Raon-l'Étape dans les Vosges, est un musicien et auteur-compositeur-interprète français dont le répertoire s'adresse particulièrement aux enfants.
Sa réputation a commencé avec le travail qu'il a réalisé pour les cédéroms de soutien scolaire Adibou au début des années 2000 ; il a publié ensuite 9 albums. Chanteur engagé, il écrit des textes aussi intéressants pour les enfants que les parents. Son goût de la langue, des jeux de mots et des animaux le rapprochent d'un chanteur comme Thomas Fersen. Il est parfois considéré comme successeur d'Henri Dès. Télérama l'a surnommé  "Alain Souchon pour enfants",. Il est le père de quatre filles et grand-père de 5 petits-enfants.

## Distinctions
Il a été couronné par de nombreuses distinctions :
- ƒƒƒƒ Télérama
- talent RTL
- Coup de cœur de la revue Chorus[5]
- Coup de cœur de l'Académie Charles-Cros en 2003[6], 2007[7] et 2008[8]
- Grand Prix du disque Talent ADAMI Jeune public 2008[9]
- Coup de coeur Jeune Public printemps 2016 de l'Académie Charles-Cros pour Aux antipodes[10]
- Grand Prix du répertoire jeune public de la Sacem en 2019[11]

## Discographie
- L'Album d'Adibou
- L'Album d'Adibou 2
- Plus loin que le bout de ton nez (2002)[2]
- Midi à 14 heures (2004)
- Entre le zist et le zest (2007)
- La rue est à tout le monde (2008) [12]
- Dans ma rue  (2011)[13] Victorie Music
- Le vent qui nous mène (2013)
- Aux antipodes. (2016)[14]
- Minute Papillon ! (2017)[15]

## Liens externes

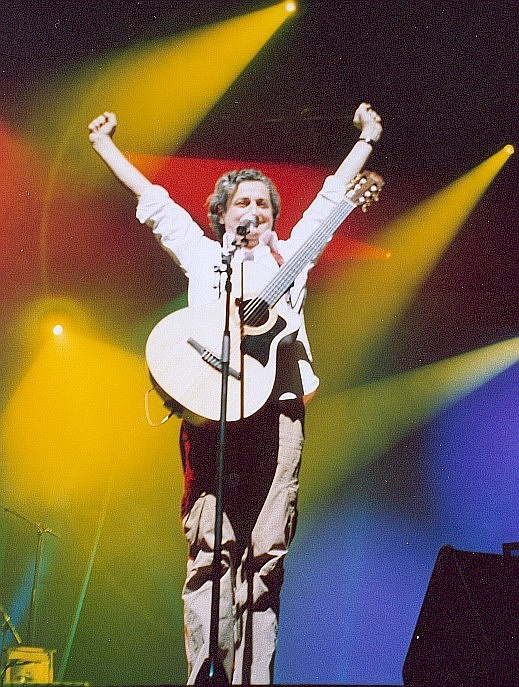
Alain Schneider en Concert à l'Olympia, 27 décembre 2005